# 世界で一番笑えるジョーク
世界で一番笑えるジョーク（せかいでいちばんわらえるジョーク、World's funniest joke）は、イギリスのウェブサイト『ラフラボ』(Laugh Lab)が2002年に発表したジョーク。

## 概要
ハートフォードシャー大学（University of Hertfordshire）の心理学者リチャード・ワイズマン博士らのユーモアの社会文化的研究の一環で、英国科学振興協会（British Association for the Advancement of Science）がスポンサーとなり、2001年に70ヵ国から40,000通ものジョークの応募を募り、これに対し、2,000,000人がインターネット上で採点投票を行った。（ウェブサイトの訪問者に自分が好きなジョークをエントリーしてもらい、同時に他のジョークを5段階方式の人気投票にかけた。）
この調査の目的は、異なる文化、人種、国や地域の広い範囲で理解されうるジョークを発見することであった。
この結果、ユーモアのセンスは国や地域ではっきりした差異があることが分かった。イギリス、アイルランド、オーストラリアなどではシャレなどの言葉遊びが、アメリカ、カナダでは他人の愚かな振る舞いが、ヨーロッパの多くの国では現実離れしたホラ話が好まれていた。結果、当たり障りのないジョークが万人受けし一位となった。

## 第一位
第一位はイングランド、マンチェスターの精神科医ガーパル・ゴゾール (Gurpal Gosall) の作品であった。
（"Make sure he is dead."は「本当に死んでいるかどうか確かめて下さい」と「止めを刺せ」との二様に解釈できる。オペレーターは前者の意味で発言したが、ハンターには倒した獲物の頭にとどめの一発を打ち込む習慣があるため、後者の意味に解釈してしまったものである。）

## 第二位
第二位はイングランド、ブラックプールのジェフ・アナンダッパ (Geoff Anandappa) によるもの。
(博識ではあるが、物語中ではいつも事件の真相までは気が回らないワトソンを、ジョークに昇華させている。)